# Etruria Hall
Etruria Hall à Etruria, Stoke-on-Trent, Staffordshire, Angleterre est une maison classée Grade II et ancienne maison du potier Josiah Wedgwood. Elle est construite entre 1768 et 1771 par Joseph Pickford. La maison est vendue par les Wedgwood au XIXe siècle et est maintenant un hôtel.

## Histoire

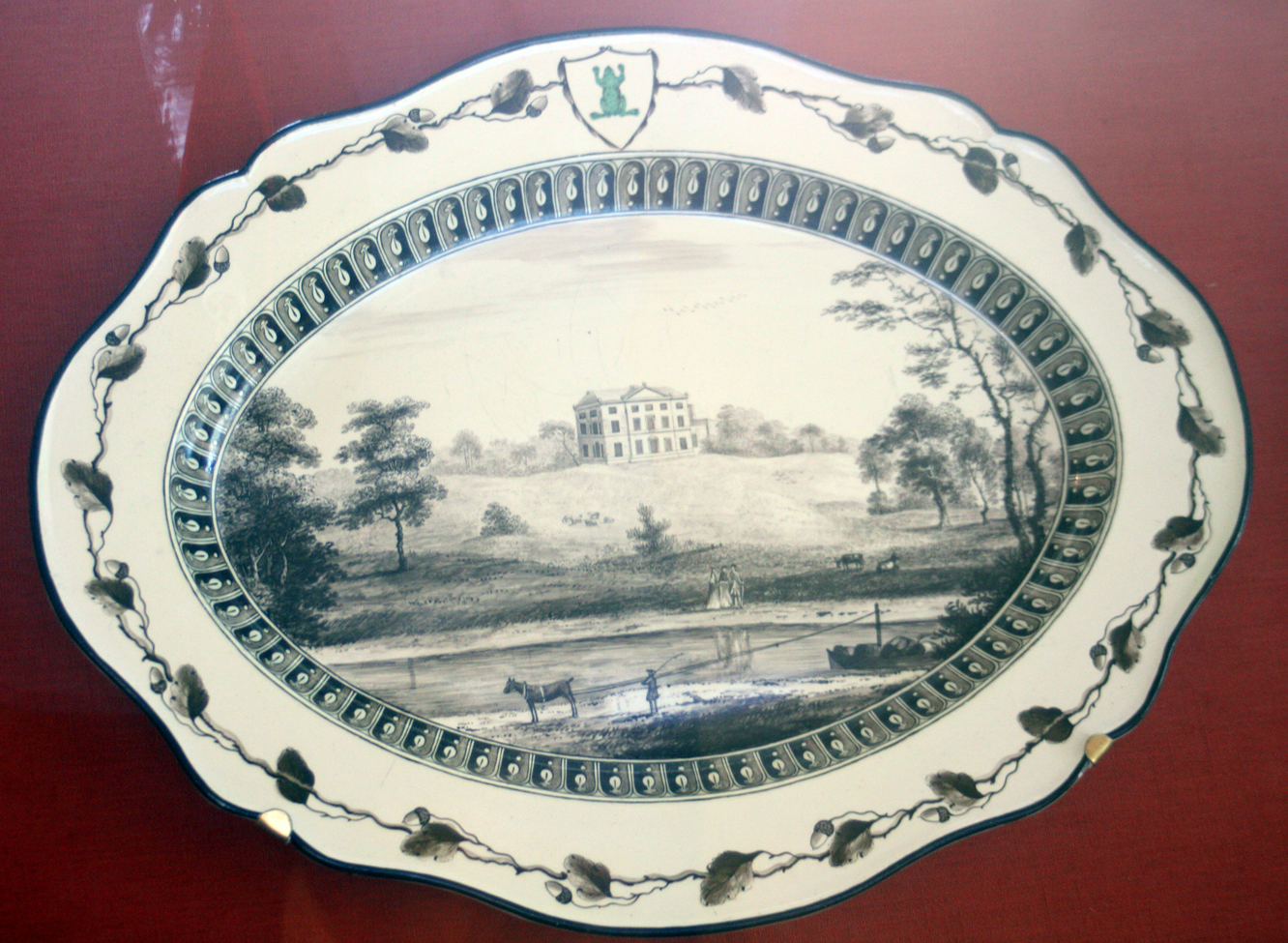
Assiette de service du service de grenouille de Wedgwood pour Catherine la Grande, 1774, montrant la maison

### Les Wedgwoods
Etruria Hall est construit entre 1768-1771 par Joseph Pickford, pour Josiah Wedgwood, près de son nouveau bâtiment récemment construit, Etruria works . La majorité des "plafonds, frises ornementales et pièces de cheminée" sont conçus par John Flaxman entre 1781-1787. Une entrée dans le registre de la société Wedgwood de 1784-1785 indique qu'au moins un des plafonds est conçu par William Blake, bien qu'il ne soit pas certain que cette conception ait jamais été mise en œuvre .
La maison est le site des recherches innovantes sur la photographie de Thomas Wedgwood dans les années 1790. Il y a une petite plaque commémorative sur la salle. En raison de difficultés financières, Etruria Hall est vendu dans les années 1840 par Francis Wedgwood, qui déménage dans un plus petit manoir, Barlaston Hall (en) à proximité .

### Histoire récente
Le bâtiment reçoit le statut de site classé Grade II en 1973. La maison est restaurée dans le cadre du Stoke-on-Trent Garden Festival de 1986, le deuxième des festivals nationaux de jardins de Grande-Bretagne, et incorporée comme pièce maîtresse du festival pour lui donner une « dimension historique » . Après la fin du festival, la maison est l'un des rares bâtiments du site autorisés à rester et devient l'hôtel quatre étoiles Stoke on Trent Moat House, membre de la chaîne d'hôtels Best Western . Le centre de réunions et d'événements de l'hôtel et les chambres ont été nommés d'après les collègues et amis de Josiah, dont le prince de Galles et le comte Granville. Les murs de la maison sont tapissés d'estampes de la famille Wedgwood et de poteries Wedgwood. Les caves sous Etruria Hall sont l'endroit où Josiah Wedgwood a effectué une partie de son travail en développant de nouveaux corps de poterie. En 2020, l'hôtel est repris par le groupe Hilton et fait désormais partie de leur chaîne DoubleTree.

## Architecture et conception
La maison se compose d'un bloc central de trois étages flanqué de deux pavillons, tous deux de deux étages. Le bâtiment est construit dans le style néo-classique, avec le bloc central doté d'un grand fronton. La majorité de l'ouvrage est en brique, avec des parements en pierre. Il existe des preuves que l'étage supérieur a peut-être été reconstruit lors d'un important remodelage du XIXe siècle. 